# تعلقه ماتیاری
تعلقه ماتیاری (به انگلیسی: Matiari Taluka) یک تعلقه یا تحصیل در پاکستان است که در ایالت سند واقع شده‌است.